# Herminia balatonalis
Herminia balatonalis är en fjärilsart som beskrevs av Ludwig Osthelder 1935. Herminia balatonalis ingår i släktet Herminia och familjen nattflyn. Inga underarter finns listade i Catalogue of Life.